# 四苯甲烷
四苯甲烷（结构简式：C(C6H5)4）是甲烷的四个氢都被苯基取代后形成的有机化合物，于1898年由摩西·冈伯格首次制得。

## 合成
冈伯格的合成路线为：
- 一溴三苯甲烷1和苯肼2反应制得肼类化合物3；
- 亚硝酸氧化3得到偶氮化合物4；
- 4加热到熔点以上分解放出氮气和四苯甲烷5。

硝酸硝化四苯甲烷得到6。强碱与硝化的三苯甲烷类化合物次甲基中的质子反应，产物为深色的硝化三苯甲基负离子。
锌在冰醋酸中还原硝化的四苯甲烷，得到无色的7，而7在盐酸和铂存在下反应，生成苯胺9和染料碱性品红8。

四苯甲烷的合成

不能通过四氯化碳与苯的傅-克反应制备四苯甲烷，可能是由于空间位阻造成的。

## 拓展阅读
- M. Gomberg. . Journal of the American Chemical Society. 1898-10, 20 (10): 773–780  [2019-10-10]. ISSN 0002-7863. doi:10.1021/ja02072a009. （原始内容存档于2020-07-26） （英语）.